# Diego Ortiz
Diego Ortiz (ur. około 1510 w Toledo, zm. około 1570 przypuszczalnie w Neapolu) – hiszpański kompozytor i teoretyk muzyki.

## Życiorys
Informacje na jego temat zachowały się tylko wyrywkowo. Wiadomo, że między 1558 a 1565 rokiem działał jako kapelmistrz na dworze hiszpańskich wicekrólów w Neapolu. W 1565 roku w Wenecji ukazał się drukiem zbiór jego utworów religijnych (m.in. psalmów, hymnów, motetów) pt. Musices liber primus. Był autorem traktatu Trattado de glosas sobre clausulas y otros generos de puntos en la musica de violones (wyd. Rzym 1553). Dzieło to stanowi ważne źródło dla poznania XVI-wiecznej praktyki wykonawczej w zakresie zespołowej gry na instrumentach. Ortiz podaje w nim zestawy figur ornamentacyjnych i instrumentalnych wariacji, za pomocą których można ozdabiać grę w zespole viol da gamba lub pojedynczej violi da gamba z towarzyszeniem instrumentu klawiszowego.